# Jiří Krátký
Jiří Krátký (* 14. února 1945) je český podnikatel a politik ČSSD, v letech 2006 až 2013 poslanec, bývalý starosta Jeseníku.

## Biografie
Vystudoval Vysokou školu zemědělskou v Brně (provozně ekonomická fakulta).
V komunálních volbách roku 1998 a komunálních volbách roku 2002 byl zvolen do zastupitelstva města Jeseník za ČSSD. Neúspěšně sem kandidoval v komunálních volbách roku 2006 a komunálních volbách roku 2010. Profesně se k roku 1998 uváděl jako ekonom, následně k roku 2002 coby ekonom, v roce 2006 a 2010 jako poslanec. V letech 1998-2006 byl starostou města Jeseník.
V krajských volbách roku 2004 byl zvolen do Zastupitelstva Olomouckého kraje za ČSSD. Mandát krajského zastupitele zastával do krajských voleb roku 2008.
Ve volbách v roce 2006 byl zvolen do poslanecké sněmovny za ČSSD (volební obvod Olomoucký kraj). Byl členem sněmovního výboru pro veřejnou správu a regionální rozvoj a výboru pro životní prostředí. Poslanecký mandát obhájil i ve volbách roku 2010. Stal se členem výboru pro veřejnou správu a regionální rozvoj, výboru pro životní prostředí a do prosince 2011 i organizačního výboru.
V září 2011 se dostal do povědomí veřejnosti, když protestoval proti plánu, aby poslanci jednali i v noci, slovy: "Já bych vás chtěl poprosit, kolegové z koalice, nechte ty noční hodiny těm dvoum nejstarším řemeslům a dejte pokoj s těmato věcma. Mám připomět, který ty řemesla jsou? Kdo dělá v noci? Kurvy a zloději! Já se ani mezi jedno nepočítám. Tak proboha věčnýho, dejte pokoj a dělejme řádně, tak jak to patří a ne v noci!" Následně mu mandátový a imunitní výbor sněmovny za tyto vulgarismy udělil pokutu 5000 Kč.